# Tunel Branisko

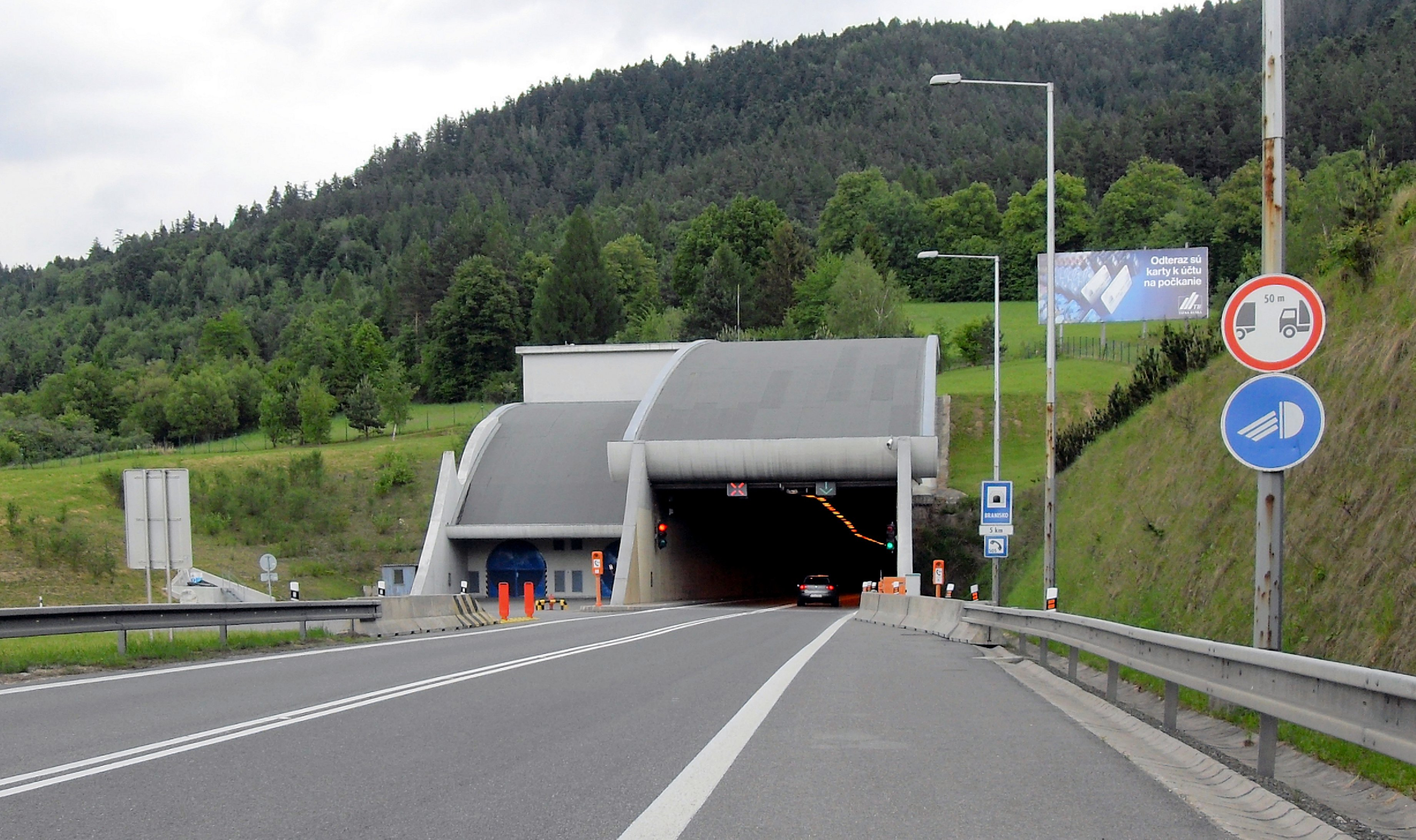
Wjazd do tunelu

Tunel Branisko – tunel drogowy w ciągu autostrady D1 we wschodniej Słowacji.
Tunel Branisko stanowi część 14-kilometrowego odcinka autostrady Beharovce – Fričovce między Lewoczą a Preszowem, 50 km na wschód od Popradu. Stanowi skrót dla dawnego przejazdu drogą I/18 przez przełęcz Branisko (751 m n.p.m.) między szczytami Rudník (1025 m n.p.m.), Patria (1170 m n.p.m.) i Zvolanská (1064 m n.p.m.) w paśmie górskim Branisko. Jest to, jak dotychczas, najdłuższy słowacki tunel drogowy (drążony obecnie tunel Višňové ma mieć długość 7480 m). Planowany koszt budowy wynosi około 60 mln dolarów USA (wartości z 1996). Budowę prowadzi oddział spółki akcyjnej Skanska DS w Uherskim Hradišťu.
Tunel wykonano tzw. nową austriacką metodą drążenia tuneli (NATM), polegającą na kombinowanym użyciu wierteł i środków wybuchowych na całej powierzchni przekroju tunelu. Prace rozpoczęto od razu z obu stron - po połączeniu obu drążonych części okazało się, że rozbieżność ich osi wyniosła zaledwie 13 mm. Drążenie tunelu rozpoczęto w 1996, 29 czerwca 2003 oddano do eksploatacji północny z dwóch planowanych równoległych tuneli; południowy jest w budowie. Tunel ma betonową jezdnię, nowoczesną wentylację zapewniającą odprowadzenie dymu w razie pożaru, 13 szybów ewakuacyjnych rozmieszczonych co 360 m, 6 zatok postojowych, sygnalizację świetlną, telefony alarmowe i hydranty. Spełnia wszystkie wymagania bezpieczeństwa stawiane współcześnie tunelom. Zadbano nawet o zasięg telefonów komórkowych i o odbiór radia.
Długość północnej nitki tunelu - 4822 m, południowej (planowana) – 5008 m. Prześwit - 4,5 m, powierzchnia przekroju tunelu - 68 m².
Szerokość dwupasmowej jezdni wynosi 7,5 m (plus dwa metrowej szerokości chodniki po każdej stronie jezdni). Obowiązuje ograniczenie prędkości do 80 km/h. Przejazd samym tunelem nie jest odrębnie płatny, ale płatny jest przejazd autostradą.